# 歐詠芝
歐詠芝，MH（1989年2月9日—），前香港女子壁球運動員，現為警務督察一名。
2008年，歐詠芝獲國際壁球協會頒發年度「最佳女青年球員」獎。此外，在香港傑出運動員選舉中，她曾於2004、2005及2007年三度獲選為「香港傑出青少年運動員」，並在2004年獲大會頒予「香港青少年運動員獎學金」，又在2011年獲選為八名「香港傑出運動員」之一。2010年，又獲香港特區政府授予行政長官社區服務獎狀。

## 簡歷
歐詠芝自小受弟弟歐鎮銘影響接觸壁球，2001年開始被香港體育學院的「明日之星」計劃中發掘，開始跟隨港隊集訓。曾帶領港隊參加世青團體錦標賽，並奪得冠軍。在參與青年賽期間，歐詠芝與一同代表香港參加團體賽的陳浩鈴、梁善雅與趙家琦，合稱「香港壁球四小花」。
2010年，她代表香港參加2010年亞洲運動會，在女子单打決賽中敗於世界排名第一的馬來西亞選手妮科尔·戴维拍下取得銀牌。
2011年2月，歐詠芝在克利夫蘭大師賽中，先後淘汰澳洲的喬珮琛及英國的潔柏絲，打入準決賽，再度不敵妮科尔·戴维出局。
2014年9月，歐詠芝代表香港參加南韓仁川舉行的亞運會壁球比賽，她先在個人項目取得一面銅牌，後再與湯芷穎、陳浩鈴和廖梓苓合作取得女子團體賽銅牌。
2018年8月，歐詠芝代表香港參加印尼雅加達舉行的亞運會壁球比賽。她在個人項目表現失準，在八強賽便以2比3不敵馬來西亞的Sivasangari Subramaniam出局。及後，她再與陳浩鈴、何子樂和李嘉兒合作出戰女子團體賽，結果，她們在決賽以場數2比0擊敗印度，助香港壁球隊首度贏得亞運會團體金牌。
2020年3月中旬，歐詠芝毅然決定結束約15年職業運動員生涯宣佈退役，並指將會先休息及探索，再決定未來去向。然而，在10月接受訪問時卻指出自己3月時已決定在爭議聲中加入近年招聘情況未如理想，取錄人數不足預期一半的香港警察行列。歐詠芝回應：「朋友對我加入警隊都有不同的看法，但因為自己覺得加入警隊服務社會是一個很有意義的工作，做了運動員很多年，一直以來希望可以在退役之後，可以跳出框框有新的發展。」。
歐詠芝其後加入警隊任職見習督察，並在2020年11月21日的結業會操中獲頒榮譽警棍，現已於警區執勤。

## 個人生活
歐詠芝曾就讀香港黃族宗親會黃鳴謙紀念學校，中學時期就讀賽馬會體藝中學，中五會考考得2B、3C、1D，以19分成績原校升讀中六，並於2008年中七畢業，後來於2011年畢業於香港理工大學工商管理學院。

## 榮譽
- 香港特區政府嘉獎

行政長官社區服務獎狀（2010年）
- 香港傑出運動員選舉

「香港傑出運動員」（2011年、2013年 - 共2次當選）
「香港傑出青少年運動員」（2004年、2005年、2007年 - 共3次當選）
「ESPN STAR Sports香港青少年運動員獎學金」得主（2004年）
- 國際壁球協會獎項

國際壁球協會年度最佳女青年球員（2008年）